# Caso nominativo
El caso nominativo (en griego clásico, ὀνομαστική πτῶσις; en griego moderno, ονομαστική πτώση; en latín, nominativus; también llamado primer caso) es un caso que se aplica a sintagmas nominales en función de sujeto o de atributo en lenguas declinables.  
Se trata de un caso de la declinación indoeuropea y de otras familias lingüísticas.
Bastantes lenguas flexivas utilizan el nominativo como la forma normal de la palabra, es decir, aquella que se recoge en el diccionario por considerarse el caso recto o no flexionado, frente al resto, que serían casos oblicuos. Sin embargo, esto no ocurre en todas las lenguas flexivas, por ejemplo, el sánscrito a menudo cita los nombres empleando solo el lexema, sin añadir los sufijos. Por ejemplo ásva- para «caballo», y no ásvas.
Ejemplos:
- polaco: Chłopiec je kanapkę - El muchacho está comiendo el bocadillo
- latín: Puer ambulat - El muchacho camina